# Medium (Website)
Medium ist eine US-amerikanische Website mit Blogging und Publishing-Funktionen. Die Website wird von der A Medium Corporation betrieben. Medium wurde 2012 von dem Unternehmer Evan Williams eingeführt, der auch an der Gründung der Plattformen Blogger.com und Twitter beteiligt war. Die Plattform ist ein Beispiel für sozialen Journalismus (social journalism) mit einer hybriden Sammlung an Beiträgen von Privatpersonen und professionellen Journalisten. Während einige Inhalte exklusiv sind und nur unter einem Abonnement abrufbar sind, sind anderer frei verfügbar. Anstatt durch Werbung finanziert sich die Plattform neben Abonnements vorwiegend über Mikrotransaktionen und Spenden.

## Geschichte
Evan Williams, Mitbegründer und ehemaliger CEO von Twitter, rief Medium 2012 ins Leben, um eine Plattform zu schaffen, welche die damalige 140-Zeichen-Grenze von Twitter überwinden sollte. Laut Williams sollte Medium ein „ein neuer Ort im Internet werden, an dem Menschen Ideen und Geschichten teilen, die länger als 140 Zeichen sind und nicht nur für Freunde bestimmt sind.“ Durch sein Content-Management-System sei Medium „geschaffen für kleine Geschichten, die den Tag verschönern, und Manifeste, die die Welt verändern“. Williams wollte mit der Plattform auch eine bessere Alternative zum stark kommerzialisierten und werbefinanzierten Onlinejournalismus schaffen. Im April 2013 arbeiteten laut Williams bereits 30 Vollzeitmitarbeiter an der Plattform.
Medium unterhielt eine Redaktionsabteilung mit Vollzeit-Redakteuren und Autoren, hatte mehrere andere als Auftragnehmer unter Vertrag und diente als Herausgeber für mehrere Publikationen. Das von Evan Williams publizierte Onlinemagazin Matter wird auf Medium publiziert und war 2015 sogar für einen National Magazine Award nominiert. Im Mai 2015 nahm Medium jedoch tiefe Einschnitte in sein Redaktionsbudget vor, was zu Entlassungen bei Dutzenden von Publikationen auf der Plattform führte. Einige Publikationen verließen die Plattform auch.
Bis 2016 war das Unternehmen als Holokratie organisiert, was allerdings aufgrund von Schwierigkeiten bei der Koordination von Großprojekten und dem großen bürokratischen Aufwand abgeschafft wurde.
Im Jahr 2017 hatte Medium 60 Millionen Nutzer gewonnen. Ein gescheiterter Versuch, Werbung auf der Website einzuführen, führte jedoch dazu, dass Medium im Januar 2017 50 Mitarbeiter (ein Drittel der Belegschaft) entließ und Büros in New York und Washington, D.C., schloss. Zu diesem Zeitpunkt hatte das Unternehmen 134 Millionen Dollar an Investitionen von Risikokapitalfirmen (darunter Andreessen Horowitz) und Williams selbst erhalten. Es wurde auch ein neues Modell zur Bezahlung von Publishern auf der Plattform eingeführt, die anstatt einem festen Betrag pro Artikel nun nach dem geschaffenen Mehrwert für den Benutzer bezahlt werden. Ein Abonnementsystem für Medium wurde im März 2017 eingeführt.
Im Juli 2020 trat der Bürgerrechtsaktivist und ehemalige Quarterback der San Francisco 49ers Colin Kaepernick dem Board of Directors von Medium bei.
Am 12. Juli 2022 gab das Unternehmen bekannt, dass Evan Williams als CEO zurücktritt und in den Vorstand wechselt. Tony Stubblebine, Geschäftsführer von Coach.me, übernahm am 20. Juli 2022 die Position des CEO von Medium. Am 11. August 2022 kündigte Stubblebine die Entlassung von 29 Mitarbeitern an.
Ab dem 1. Mai 2024 verbot Medium KI-generierte Inhalten, Paywalls zu errichten und Auszahlungen über das Partnerprogramm zu erhalten.

## Plattform
Die Software der Plattform bietet bei der Online-Bearbeitung eine vollständige WYSIWYG-Benutzeroberfläche mit verschiedenen Formatierungsoptionen. Sobald ein Beitrag veröffentlicht ist, kann er von anderen Personen empfohlen und geteilt werden, ähnlich wie bei Twitter. Beiträge können ähnlich wie bei Reddit hochgevotet werden, und Inhalte können wie bei Tumblr einem bestimmten Thema zugeordnet werden. Im Gegensatz zu den meisten Blogging-Plattformen werden die Beiträge auf Medium nach Thema und nicht nach Autor sortiert.
Im August 2017 ersetzte Medium die Schaltfläche „Empfehlen“ durch eine „Klatschen“-Funktion, mit der Leser durch mehrmaliges Anklicken signalisieren können, wie sehr ihnen ein Beitrag gefallen hat. Medium kündigte an, dass die Bezahlung der Autoren danach gewichtet wird, wie viel „Applaus“ sie erhalten.
Benutzer können ein neues Konto mit einem Facebook- oder Google-Konto erstellen. Benutzer können sich auch mit einer E-Mail-Adresse anmelden, wenn sie sich über die mobile App von Medium.com anmelden.

### Abonnementdienst
Medium bietet Nutzern die Möglichkeit, gegen eine monatliche Gebühr von 5 $ oder eine jährliche Gebühr von 60 $ Mitglied zu werden. Mit einer Medium-Mitgliedschaft können Nutzer Inhalte hinter der Paywall abrufen und erhalten weitere Vorteile. Für 15 $ monatlich oder 150 $ jährlich kann eine sogenannte Freundschaftsmitgliedschaft abgeschlossen werden, mit denen Ersteller von Inhalten mehr verdienen (Stand: Dezember 2024).

## Zensur
Im Januar 2016 wurde Medium in Malaysia zensiert, nachdem der Sarawak Report über den Skandal über den Entwicklungsfonds 1Malaysia Development Berhad auf der Plattform berichtet hatte. Die Sperre wurde am 18. Mai 2018 aufgehoben.
Im April 2016 wurde Medium auf dem chinesischen Festland gesperrt, nachdem Informationen aus den Panama Papers auf der Website veröffentlicht worden waren. Im Mai 2023 wurde Medium auch in Russland gesperrt.